# Gura Câlnăului, Buzău
Gura Câlnăului este un sat în comuna Vadu Pașii din județul Buzău, Muntenia, România. Se află pe malul stâng al râului Buzău, la confluența cu Câlnăul, imediat la nord de orașul Buzău.